# Glochidion chevalieri
Glochidion chevalieri är en emblikaväxtart som beskrevs av Lucien Beille. Glochidion chevalieri ingår i släktet Glochidion och familjen emblikaväxter.
Artens utbredningsområde är Laos. Inga underarter finns listade i Catalogue of Life.